# Syzyniusz (imię)
Syzyniusz – imię męskie o niejasnej etymologii. Być może jest to imię łacińskie pochodzące od miejscowości Sisenna w Dalmacji lub zgrecyzowana forma dzierżawna utworzona od imienia boga Sisennesa. Kościół katolicki notuje około 10 świętych o tym imieniu i jednego papieża.
Syzyniusz imieniny obchodzi 11 maja, 29 maja, 23 listopada i 29 listopada.